# Capranica
Capranica település Olaszországban, Viterbo megyében. Lakosainak száma 6302 fő (2023. január 1.). Capranica Barbarano Romano, Bassano Romano, Ronciglione, Sutri, Vejano és Vetralla községekkel határos.

## Népesség
A település népességének változása:
| Lakosok száma | 6455 | 6430 | 6302 |
|               | 2017 | 2018 | 2023 |